# Polycentropus colei
Polycentropus colei is een schietmot uit de familie Polycentropodidae. De soort komt voor in het Nearctisch gebied.